# Hoge Colleges van Staat
De Nederlandse staatsinrichting kent enkele Hoge Colleges van Staat. Kenmerk van deze colleges is dat in de Nederlandse Grondwet is vastgelegd dat ze zelfstandig en onafhankelijk zijn.
De Hoge Colleges van Staat zijn:
- de Eerste Kamer der Staten-Generaal
- de Tweede Kamer der Staten-Generaal
- de Raad van State
- de Algemene Rekenkamer
- de Nationale Ombudsman
- de Kanselarij der Nederlandse Orden.

In de Rijksbegroting worden een aantal organisaties in hetzelfde hoofdstuk behandeld als de Hoge Colleges van Staat, maar behoren daar niet toe. Dat zijn:
- het Kabinet van de Koning
- het Kabinet van de Gouverneur van Curaçao
- het Kabinet van de Gouverneur van Aruba
- het Kabinet van de Gouverneur van Sint Maarten.

Geen Hoge Colleges van Staat zijn:
- de Hoge Raad der Nederlanden
- de Hoge Raad van Adel

De Hoge Raad der Nederlanden wordt vaak als Hoog College van Staat beschouwd, maar de Hoge Raad is dit officieel niet. Staatsrechtelijk bestaat er in Nederland een zogenaamde "scheiding van machten", waarbij elke macht onafhankelijk van de anderen fungeert. De Hoge Raad is de hoogste rechter in Nederland en behoort staatsrechtelijk bezien tot de rechtsprekende macht.
De Hoge Raad van Adel is staatsrechtelijk evenmin een Hoog College van Staat.